# H. Richard Crane
Horace Richard Crane (* 4. November 1907 in Turlock, Kalifornien; † 19. April 2007) war ein US-amerikanischer Experimentalphysiker.

## Leben und Wirken
Crane studierte am Caltech (Bachelor 1930), wo er 1934 promovierte. Danach war er ab 1935 Instructor an der University of Michigan, ab 1938 Assistant Professor und ab 1946 Professor. 1965 bis 1972 stand er dort der Fakultät vor und 1978 wurde er emeritiert.
Im Zweiten Weltkrieg war er zunächst am Radiation Laboratory des Massachusetts Institute of Technology und danach beim Proximity Fuse Project der Entwicklung von Zündern für Raketen an der Carnegie Institution.
Bekannt wurde Crane für die Messung des anomalen magnetischen Moments (g-2 Faktor) des freien Elektrons Anfang der 1950er Jahre über die Präzession des Spins in einem Magnetfeld, ein Präzisionstest der Quantenelektrodynamik.
Anfang der 1950er Jahre entwickelte er mit anderen das Racetrack-Synchrotron, das Vorbild für viele künftige Beschleuniger wurde (der Name rührt von der Form her, zwei Halbkreise durch zwei Geraden verbunden).
Später beschäftigte er sich mit Biophysik (theoretische Analyse der Doppelhelix-Struktur in Biomolekülen) und mit Radiokohlenstoffdatierung.
1967 erhielt er den Davisson-Germer-Preis in Atomphysik und 1986 die National Medal of Science. 1937 wurde er Fellow der American Physical Society. Er war seit 1966 Mitglied der National Academy of Sciences und seit 1971 der American Academy of Arts and Sciences. 1965 war er Präsident der American Association of Physics Teachers, für deren Zeitschrift The Physics Teacher er Kolumnist war. Daraus entstand ein Buch sowie Ausstellungsexperimente im Hands on Museum in Ann Arbor. 1971 bis 1975 war er Chairman des Board of Governors des American Institute of Physics.